# Ammi-Ditana
Ammi-Ditana byl babylonským králem 1. dynastie. Vládl přibližně v letech 1683–1647 př. n. l. Na trůně vystřídal Abi-Ešua.
| Králové Babylonu    | Králové Babylonu      | Králové Babylonu      |
| ------------------- | --------------------- | --------------------- |
| Předchůdce: Abi-Ešu | 1683–1647 Ammi-Ditana | Nástupce: Ammi-Saduka |